# Ratkovské Bystré
Ratkovské Bystré (ungarisch Ratkósebes – bis 1907 Ratkóbisztró) ist eine Gemeinde in der südlichen Mittelslowakei mit 289 Einwohnern (Stand 31. Dezember 2024), die zum Okres Revúca, einem Kreis des Banskobystrický kraj, gehört und in der traditionellen Landschaft Gemer liegt.

## Geographie
Die Gemeinde befindet sich im Gebirge Stolické vrchy im Slowakischen Erzgebirge, im oberen Tal des Turiec im Einzugsgebiet der Slaná, in einer bewaldeten Gegend. Das Ortszentrum liegt auf einer Höhe von 422 m n.m. und ist 22 Kilometer von Jelšava sowie 28 Kilometer von Revúca entfernt (jeweils Straßenentfernungen).
Zur Gemeinde gehört auch der 1946 eingemeindete Ort Filier (erstmals 1427 erwähnt; bis 1927 „Filiar“, ungarisch Fillér).
Nachbargemeinden sind Muránska Dlhá Lúka und Revúca im Norden, Sirk im Osten, Ratková und Hrlica im Süden, Krokava im Westen sowie Tisovec und Muránska Lehota im Nordwesten.

## Geschichte

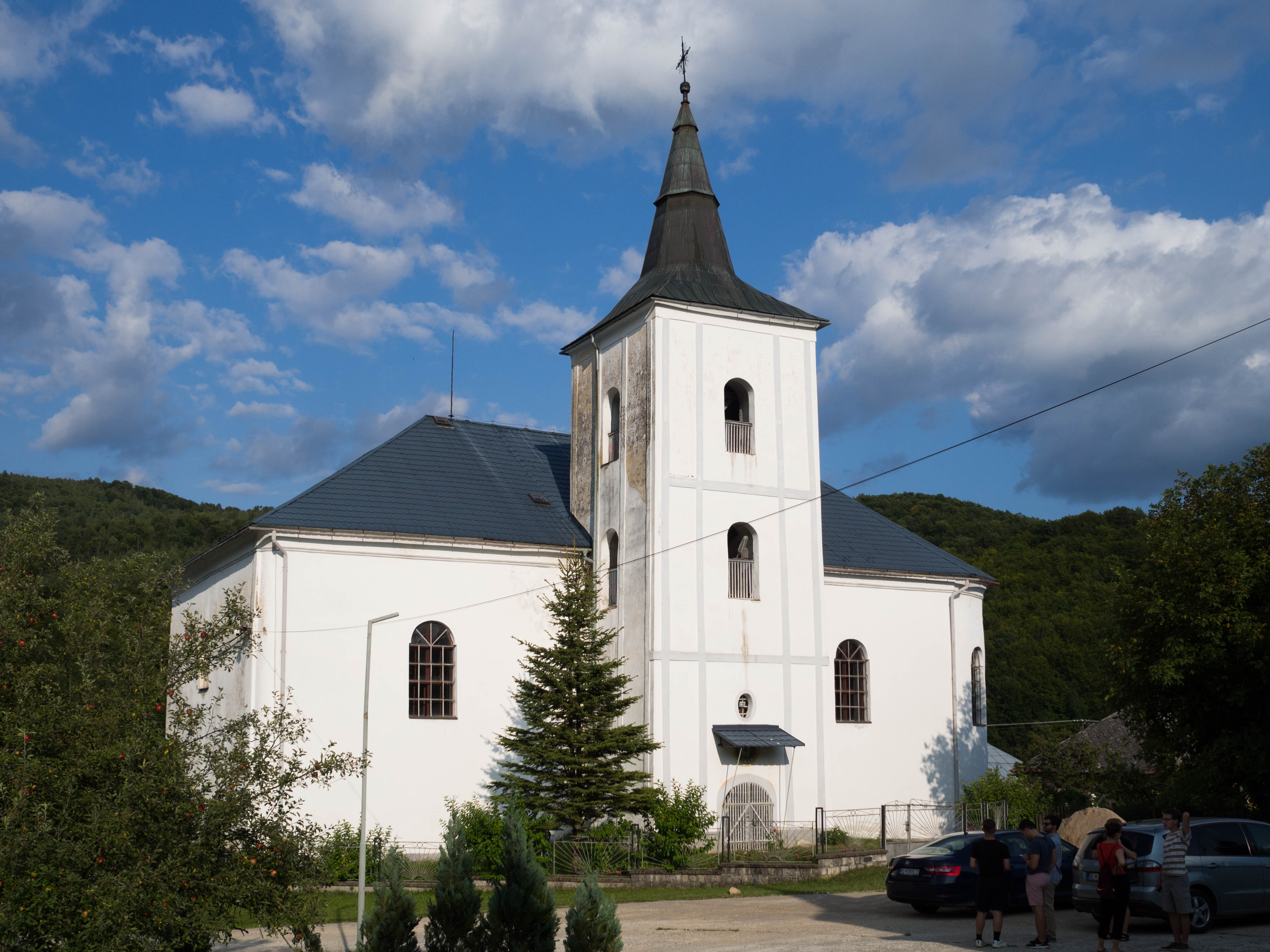
Evangelische Toleranzkirche

Ratkovské Bystré entstand in der zweiten Hälfte des 14. Jahrhunderts und wurde zum ersten Mal 1413 als Byzthra schriftlich erwähnt. Das Dorf war Besitz des Geschlechts Derencsényi, das hier im Jahr 1427 10 Porta besaß, gegen Ende des 17. Jahrhunderts gehörten die Ortsgüter dem Geschlechts Rákóczi und später verschiedenen Familien. Neben den Gebirgswiesen waren in der frühen Geschichte auch Bergwerke eine wichtige Einnahmequelle, bereits im 16. Jahrhundert waren hier fast nur noch Hirten ansässig. In der Zeit der Türkenkriege war das Dorf gegenüber dem Osmanischen Reich tributpflichtig. 1828 zählte man 72 Häuser und 690 Einwohner, die als Leineweber, vorwiegend aber als Arbeiter in umliegenden Bergwerken beschäftigt waren. 1842 brannte das ganze Dorf aus.
Bis 1918 gehörte der im Komitat Gemer und Kleinhont liegende Ort zum Königreich Ungarn und kam danach zur Tschechoslowakei beziehungsweise heute Slowakei. In der ersten tschechoslowakischen Republik wohnten hier Landwirte und Bergleute, die in Eisenerzbergwerken arbeiteten.

## Bevölkerung
| Jahr                | 1994 | 2004     | 2014    | 2024     |
| ------------------- | ---- | -------- | ------- | -------- |
| Anzahl der Personen | 466  | 402      | 365     | 289      |
| Unterschied         |      | −13,73 % | −9,20 % | −20,82 % |

| Jahr                | 2023 | 2024    |
| ------------------- | ---- | ------- |
| Anzahl der Personen | 294  | 289     |
| Unterschied         |      | −1,70 % |

Nach der Volkszählung 2011 wohnten in Ratkovské Bystré 389 Einwohner, davon 381 Slowaken, jeweils drei Magyaren und Tschechen sowie ein Russe. Ein Einwohner machte keine Angabe zur Ethnie.
274 Einwohner bekannten sich zur Evangelischen Kirche A. B., 28 Einwohner zur römisch-katholischen Kirche, drei Einwohner zu den Zeugen Jehovas sowie jeweils ein Einwohner zur evangelisch-methodistischen Kirche, zur griechisch-katholischen Kirche und zur orthodoxen Kirche. 61 Einwohner waren konfessionslos und bei 20 Einwohnern wurde die Konfession nicht ermittelt.

## Baudenkmäler
- evangelische Toleranzkirche im barock-klassizistischen Stil aus dem Jahr 1787[6]